# Кацина
Каци́на (англ. и хауса Katsina) — один из 36 штатов Нигерии, находящийся на севере страны. Административным центром штата является город Кацина.

## История
Город Кацина, окруженный стеной длиной в 21 км (13 миль), по преданию был основан в XII веке. В доисламский период правитель города-государства, сарки, наделялся сакральными функциями, ему предписывались сверхъестественные способности.
В XVII—XVIII в. Кацина была экономическим центром хаусаленда, один из наиболее крупных хаусанских городов-государств. В XVIII веке в городе была построена мечеть, знаменитая своим минаретом (минарет гобирау) 50 футами в высоту, сделанную из глины и пальмовых ветвей.
В 1950-е гг. в Кацине была создана первая в северных областях Нигерии средняя школа по европейскому образцу.

## Население
В 2006 г. население штата составило 5 801 584 человек, главным образом, относящиеся к этническим группам хауса и фульбе, исповедует ислам.

## Административное деление
Административно штат делится на 34 ТМУ:
- Bakori
- Batagarawa
- Batsari
- Baure
- Bindawa
- Charanchi
- Dan Musa
- Dandume
- Danja
- Daura
- Dutsi
- Dutsin-Ma
- Faskari
- Funtua
- Ingawa
- Jibia
- Kafur
- Kaita
- Kankara
- Kankia
- Кацина
- Kurfi
- Kusada
- Mai'Adua
- Malumfashi
- Mani
- Mashi
- Matazu
- Musawa
- Rimi
- Sabuwa
- Safana
- Sandamu
- Zango

## Экономика
Штат является центром хлопководства, выращивания арахиса, хлопка, проса, гвинейского сорго, а также выделки кожи. В городе Кацина также есть фабрика по производства арахисового масла и сталелитейный завод. В штате также находятся несколько компаний информационных технологий.